# Bittergurka

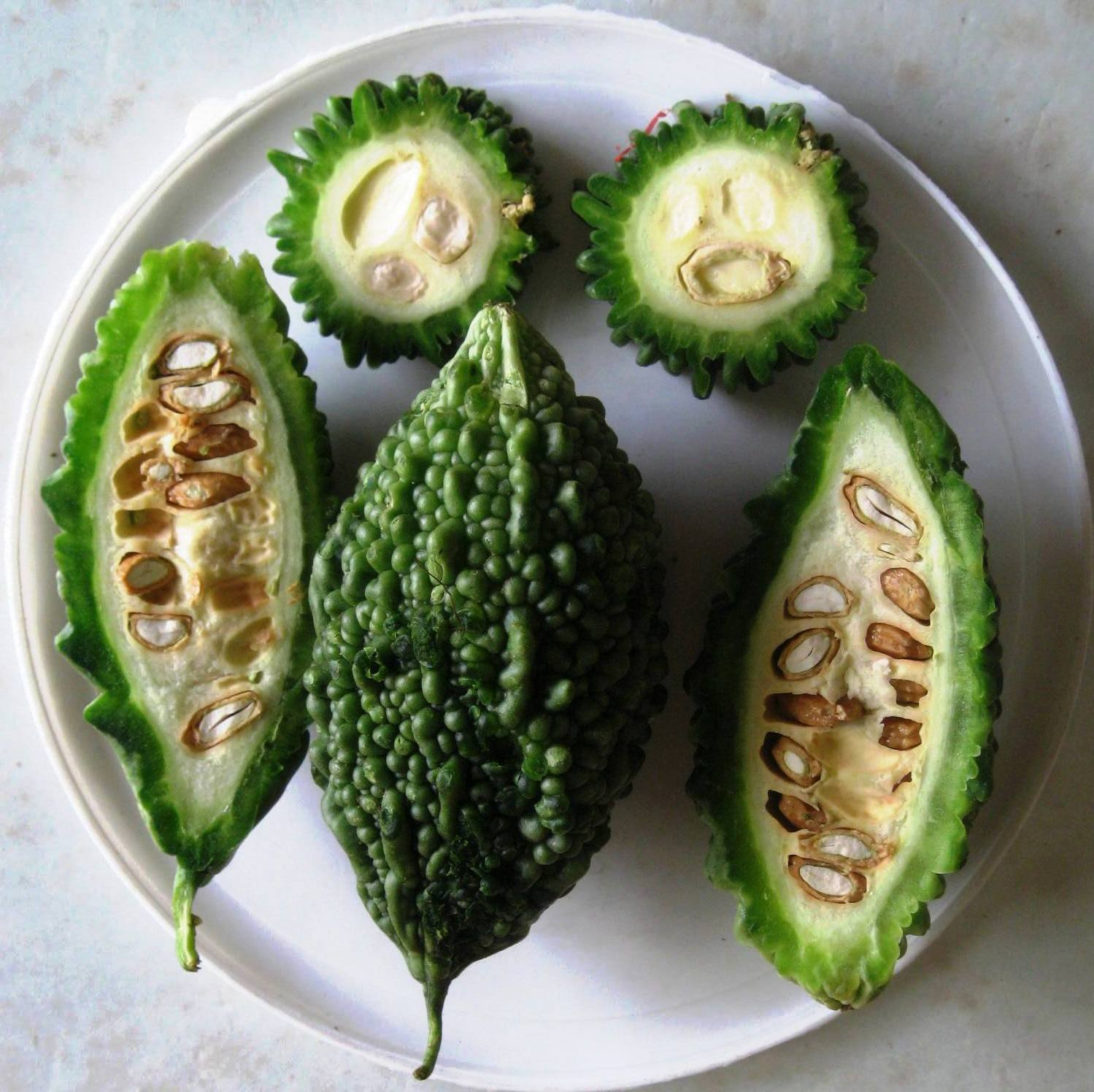
En hel bittergurka omgiven av två halverade och två tvärskurna bittergurkor.

Bittergurka (Momordica charantia) är en gurkväxtart med ätliga frukter som ingår i bittergurkssläktet (Momordica) och familjen gurkväxter (Cucurbitaceae). Bittergurka kallas också bittermelon eller karela. Den är en perenniell klätterväxt som kan växa till fem meters längd. Den ger böjda och fårade frukter som är täckta av vårtliknande utskott. Inne i frukten finns en mängd frön som varierar i utseende och färg beroende på mognadsgrad, från ljust gulvita till bruna frön. 
Bittergurkans frukt är tekniskt sett ett bär och odlas och äts i Indien och stora delar av Sydostasien, och är ett vanligt inslag i det kantonesiska köket.

## Underarter
Bittergurka delas in i följande underarter:
- Momordica charantia subsp. charantia L.
- Momordica charantia subsp. macroloba Ach.-Dako & Blattner

Dessutom finns två beskrivna varieteter:
- Momordica charantia var. abbreviata Ser.
- Momordica charantia var. muricata (Willd.) H.L. Chakravarty

## Bildgalleri

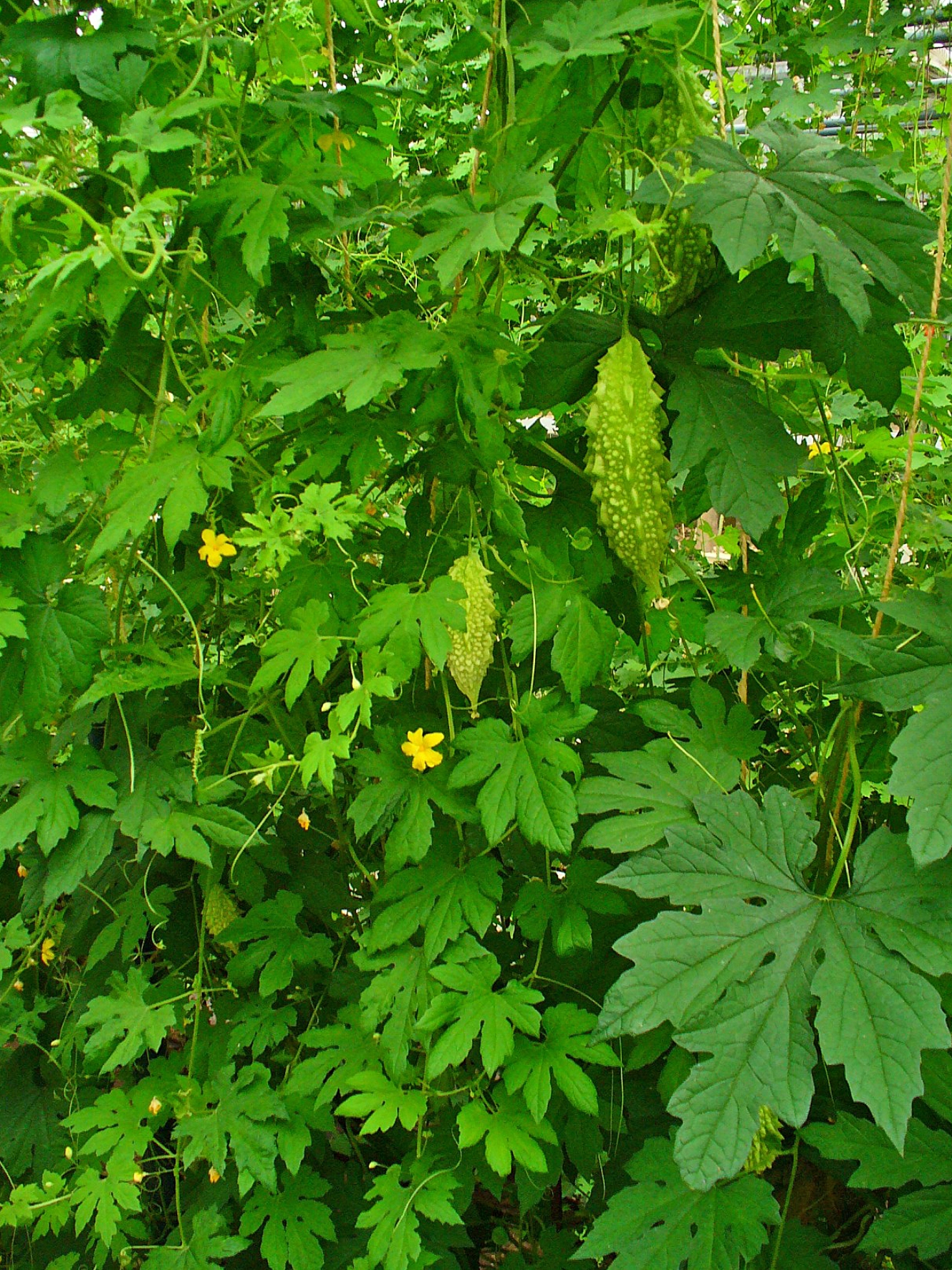
Bittergurka, blad, blommor och frukter.
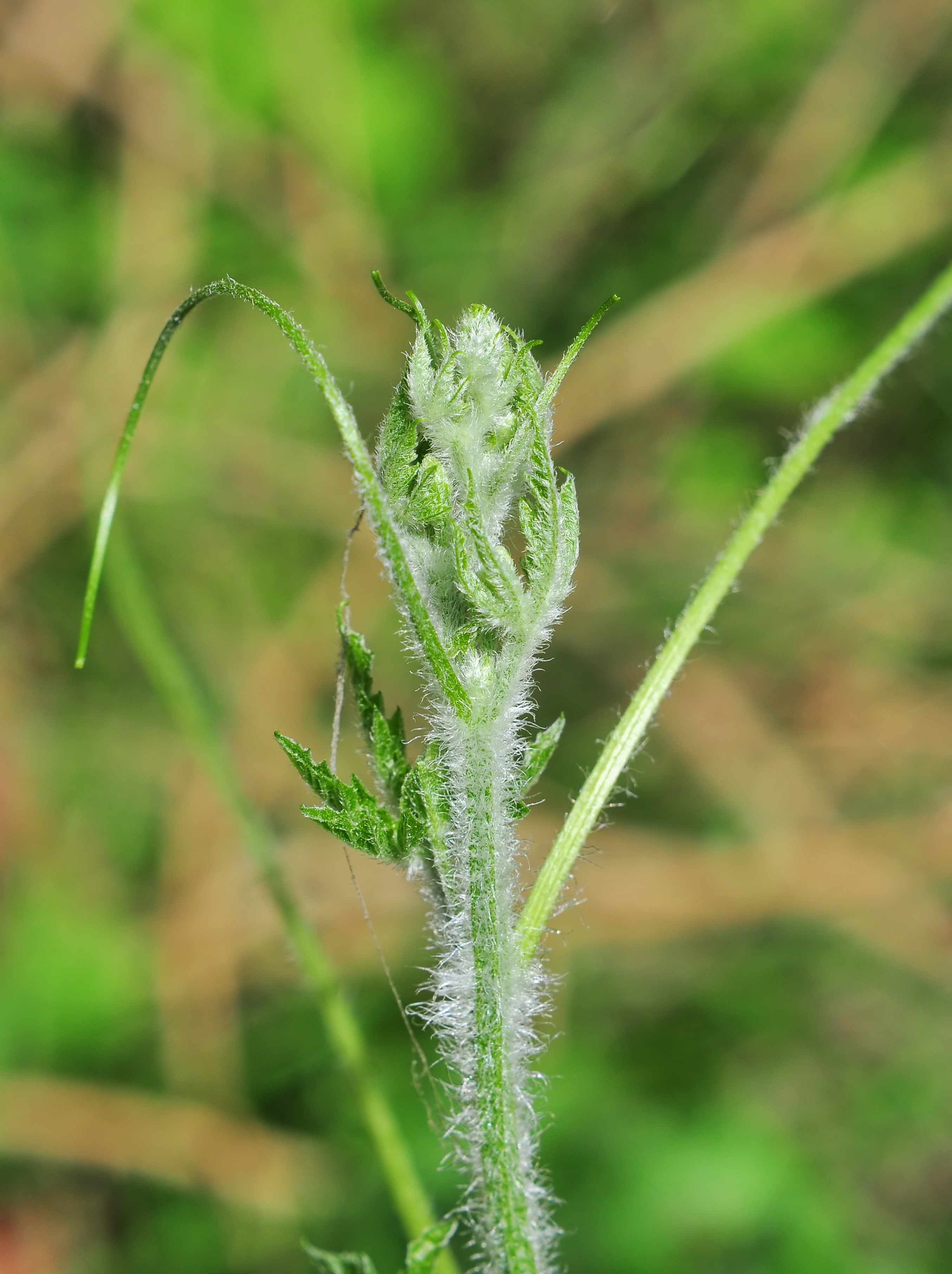
Skott
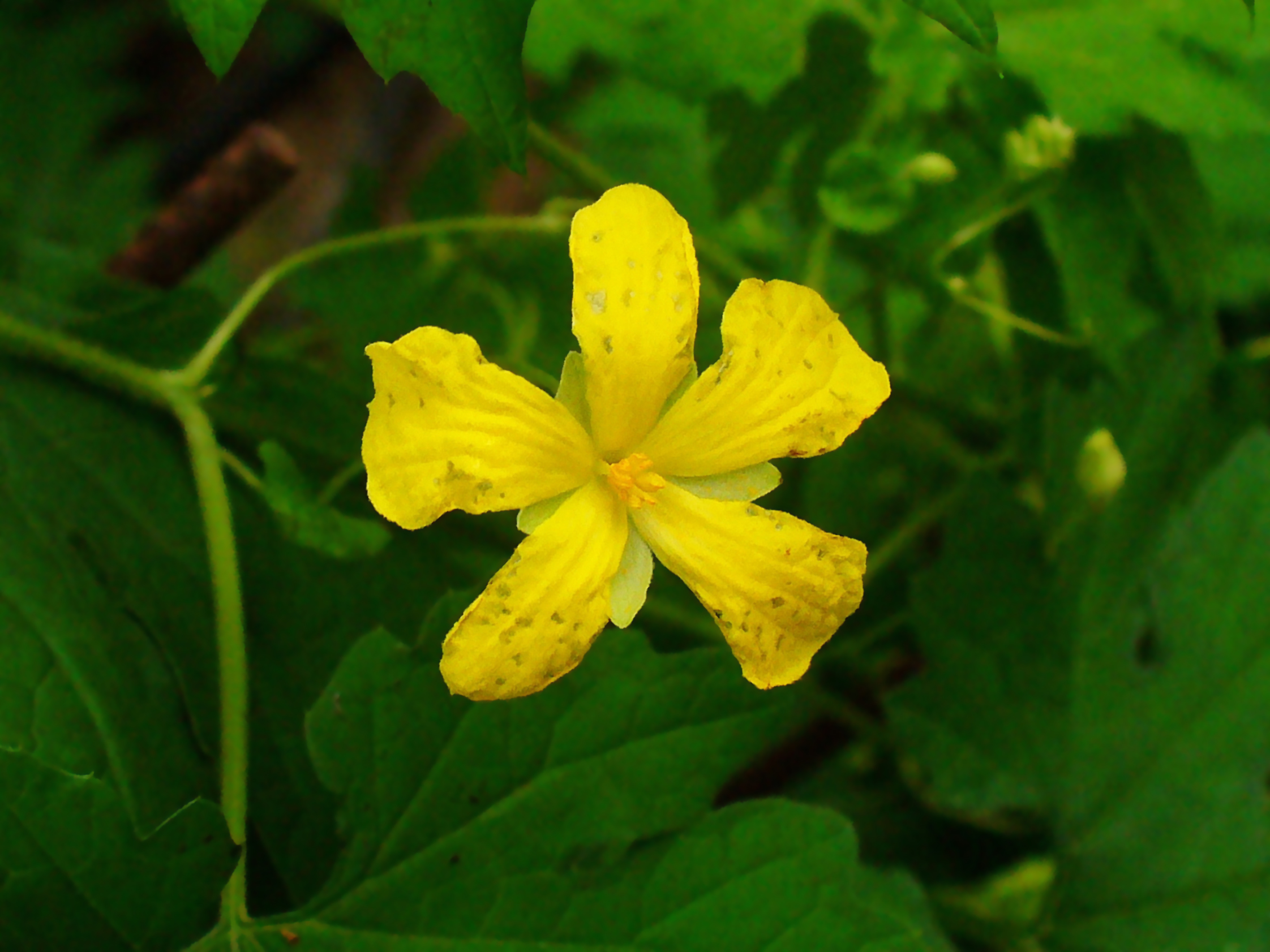
Blomma
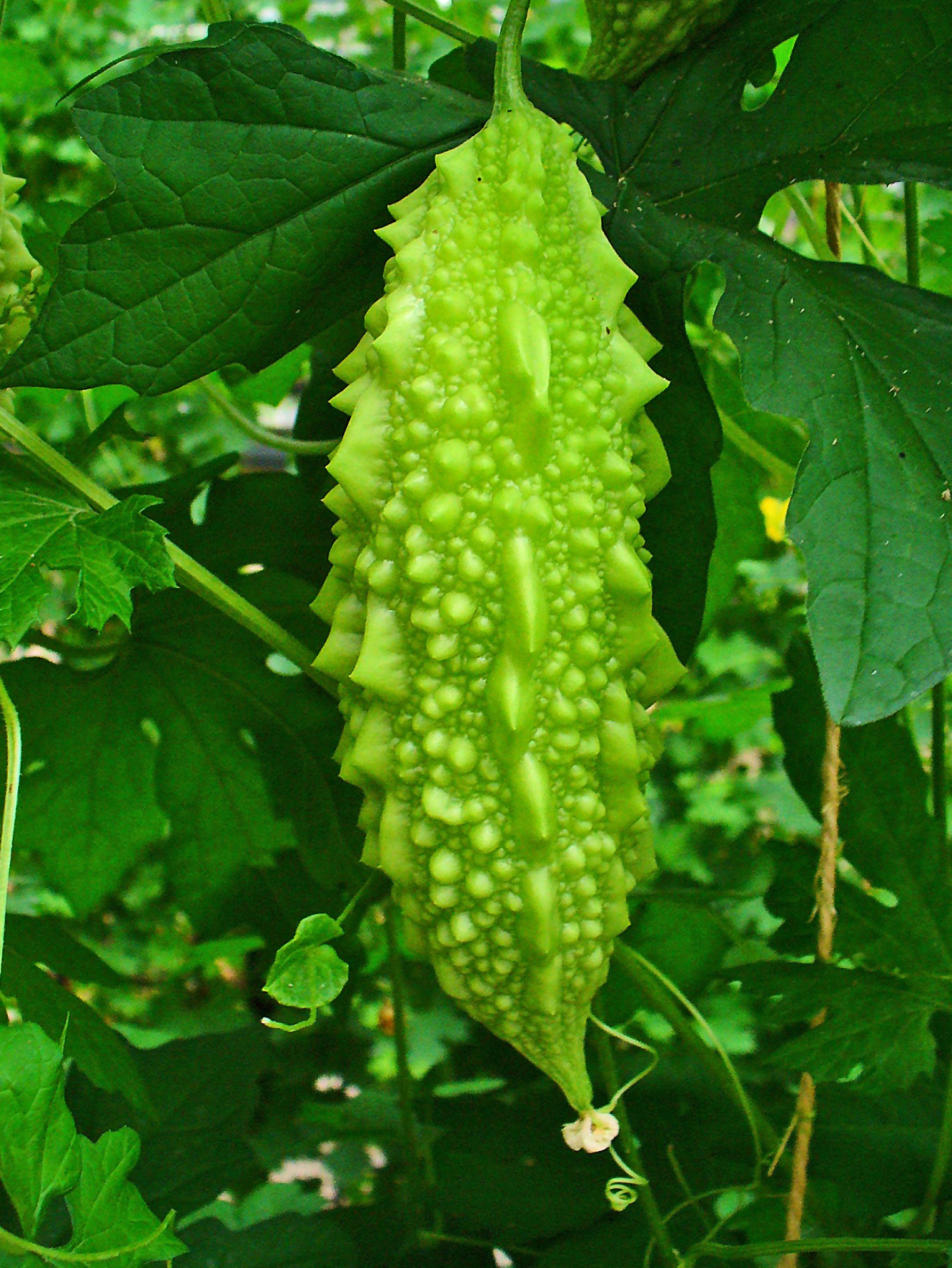
Frukt
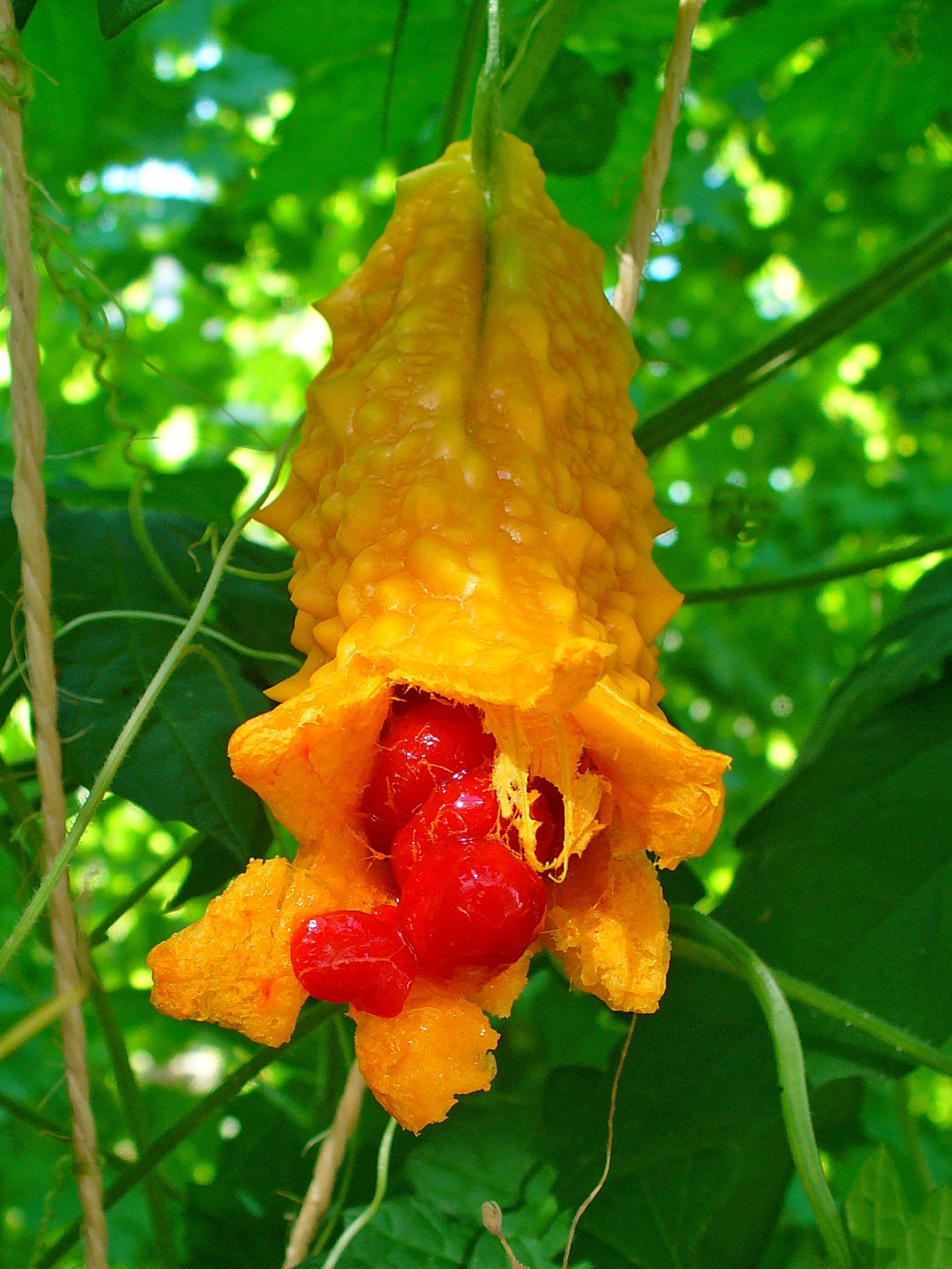
Frukt på väg att släppa frön.
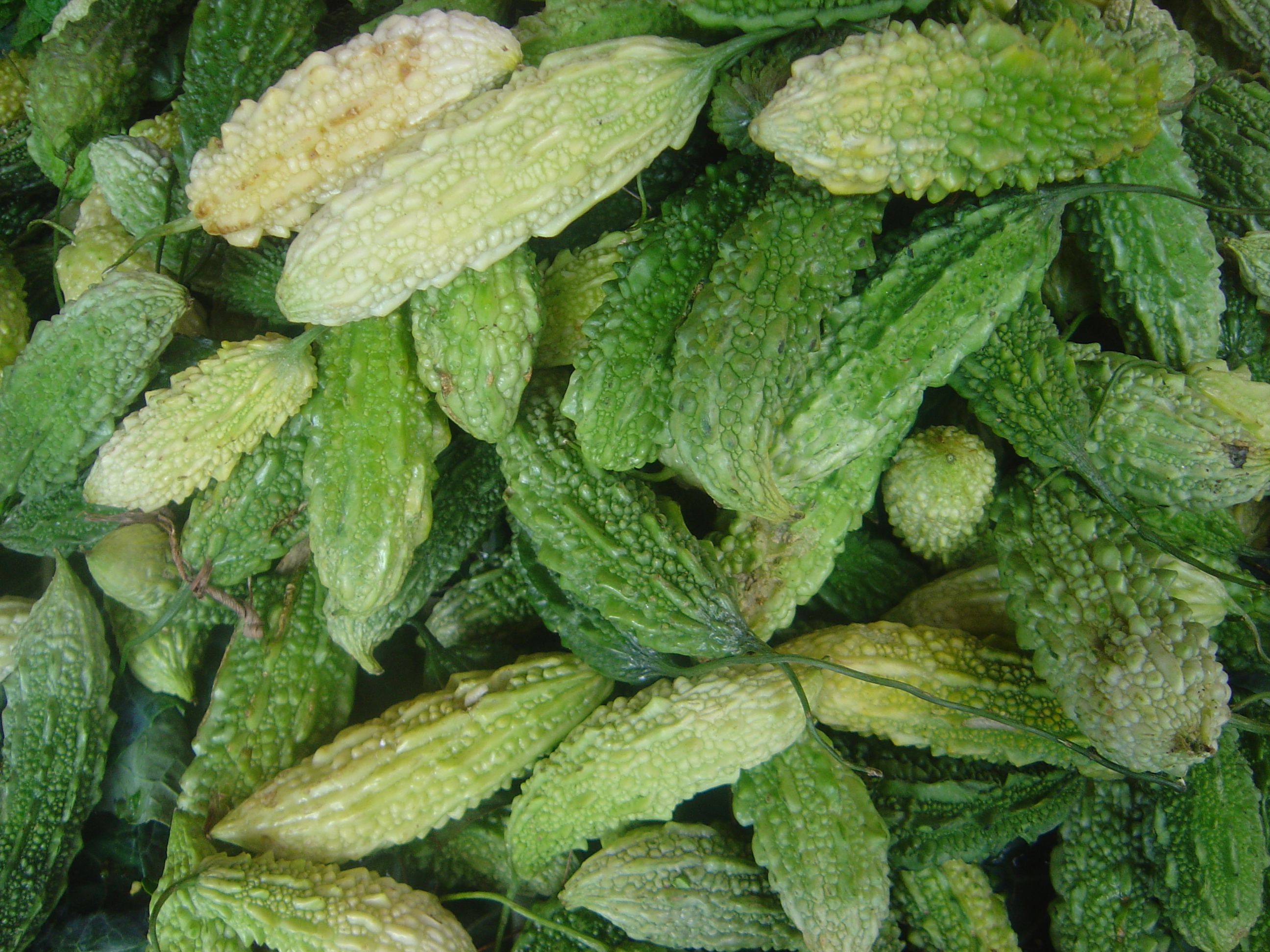
Plockade frukter av bittergurka.
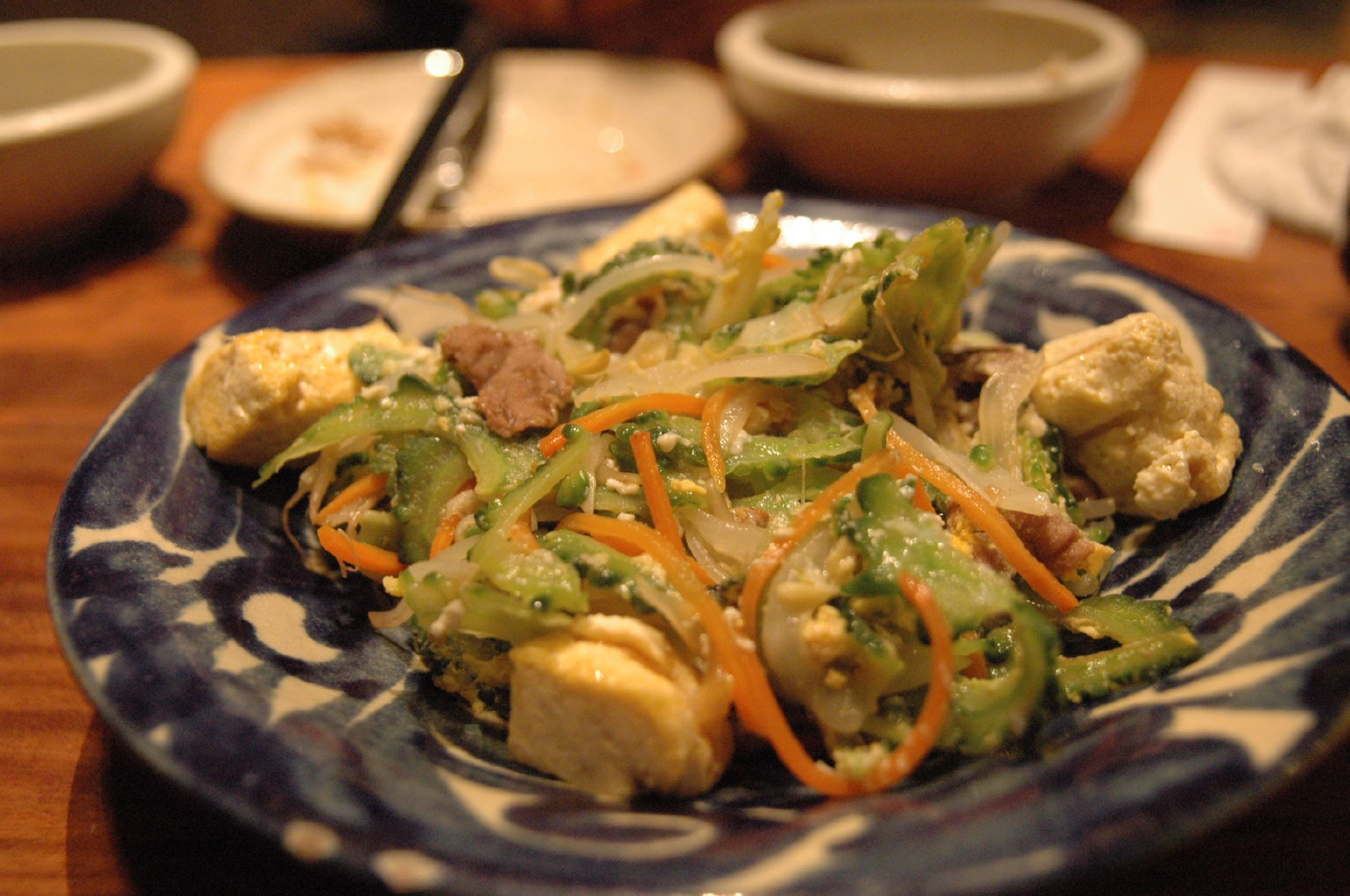
En maträtt med bittegurka.